# Колымское водохранилище
Колы́мское водохрани́лище — искусственный водоём в Магаданской области России, образованный на реке Колыма в результате строительства Колымской ГЭС. Спроектировано институтом Ленгидропроект.

## Основные характеристики
Длина — 148 км. Ширина — 6 км. Площадь — 441 км². Объём — 14,56 км³. Наибольшая глубина — 120 м. Площадь водосбора — 61 500 км². Среднемноголетний сток — 14,2 км³. Площадь затопленных сельхозугодий — 40 840 га. Наполнение начато в 1980 году, введено в эксплуатацию в 1995 году.
При наполнении водохранилища было затоплено несколько рабочих посёлков — Сибик-Тыллах, Ветреный, Ясная Поляна, Тёплый, Юбилейный, Конго на реке Конго.